# Piazza della Repubblica (Nápoles)
Piazza della Repubblica (antes Piazza Umberto I y Piazza Principe di Napoli) es una plaza situada en el barrio de Chiaia en Nápoles, Italia.

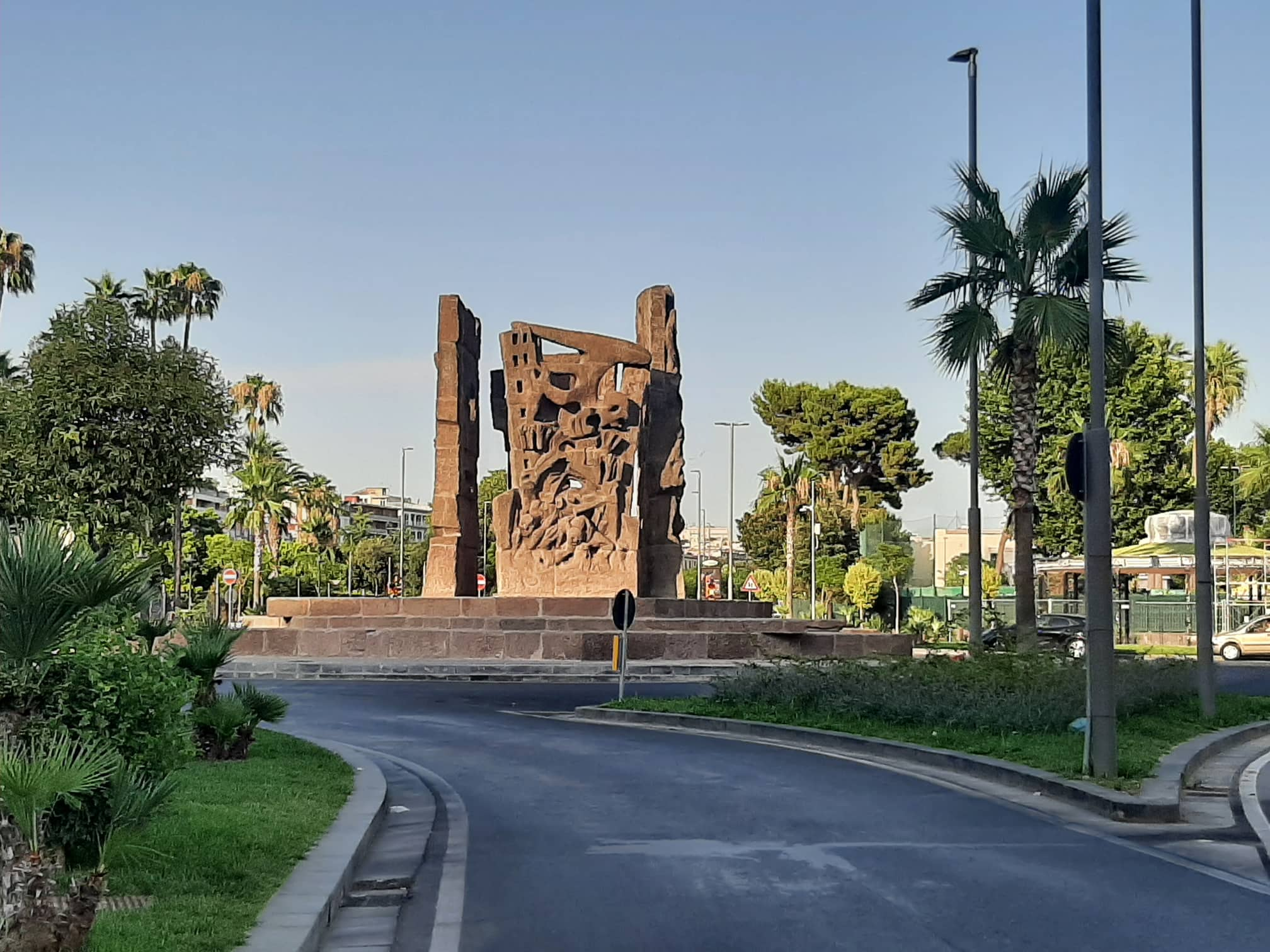
Monumento allo scugnizzo.

Es una de las plazas que limitan con el paseo marítimo de la ciudad y se caracteriza por la presencia del monumento a los Cuatro Días de Nápoles, realizado por Renato Marino Mazzacurati en 1963 e inaugurado el 14 de junio de 1969, formado por cuatro grandes lastras de travertino y popularmente conocido como el "monumento al scugnizzo", el niño de la calle que participó en la batalla antinazi.
Al suroeste de la plaza, entre Via Caracciolo y Viale Gramsci, se encuentra el edificio del Consulado General de Estados Unidos, edificado en la posguerra en lugar del Grand Hotel, fundado en 1880 y destruido durante la Segunda Guerra Mundial.
Además, desde la plaza es visible el Palazzo Guevara di Bovino, cuya fachada en estilo neorrenacentista es obra de Giuseppe Pisanti.